# ندى مالانيما
ندى مالانيما بالإيطالية (Nada Malanima)،مغنية إيطالية، ولدت في 17 نوفمبر عام 1953.م في بلدة غابرو، بمقاطعة ليفورنو في إيطاليا.
ظهرت لأول مرة وهي في سن الخامسة عشرة عام 1969 في مهرجان كانزونيه ديلا مع أغنية «ماتشي فريدو فا» (ومعناها كيف كانت باردة)والتي حققت نجاحا مبهرا، تفاجئ بها الكثيرون. في عام 1971 فازت بجائزة مهرجان سان ريمو بأغنيتها «انو الغجري» والتي قدمتها إلى جانب المطرب الشهير نيكولا دي باري. في عام 19831983 تم التصويت على أنها مطربة العام الأولى. في عام 1998 كتسبت اغنيتها «أموري» نجاحا ملحوظا في إيطاليا. وقدمت وصلة غنائية في عام 2008 لأغنيتها الأولى «ماتشي فريدو فا» واغنية للمغني الإيطالي جيوسي فريري.
- 1969 - ندى (أغنية «ماتشي فريدو فا»).
- 197 - أموري.
- 1973 - ألبوم هو تشي المكتشفة.
- 1974 - 1930: دوماتوري.
- 1976 - 1976—ندى.
- 1983 - 1983—سمالتو.
- 1984 - العدم.
- 1986 - باسي روسي.
- 1992 - أنيمي سورنير.
- 1999 - حمامة ساي ساي.
- 2001 - أموري è فورتيسيمو ايل لا كوربو.
- 2004 - أموري تشي مي مانكا.
- 2007 - -- لونا في بيانا.

## وصلات خارجية
- ندى مالانيما على موقع IMDb (الإنجليزية)
- ندى مالانيما على موقع ميوزك برينز (الإنجليزية)
- ندى مالانيما على موقع أول ميوزيك (الإنجليزية)
- ندى مالانيما على موقع ديسكوغز (الإنجليزية)
- ندى مالانيما على موقع ديسكوغز (الإنجليزية)
- ندى مالانيما على موقع قاعدة بيانات الفيلم (الإنجليزية)

أغنية ماتشي فريدو فا على اليوتيوب على يوتيوب